# Компас (рейтинг вузов Украины)
Рейтинг украинских вузов «Компас» был инициирован в 2008 году компанией Систем Кэпитал Менеджмент в рамках программы «Современное образование».
Рейтинг «Компас» отображает предпочтения и удовлетворенность образованием со стороны выпускников и работодателей. Его участниками являются ВУЗы III—IV уровня аккредитации, которые осуществляют подготовку бакалавров, специалистов и магистров по 5 направлениям специализации:
- бизнес/экономические специальности,
- правоведение,
- инженерные/технические специальности,
- информационные технологии (IT),
- архитектура/строительство.

Рейтинг определяет ВУЗы, обучение в которых имеет наибольшую практическую ценность для потребителей образовательных услуг, соответствует современным требованиям реального сектора экономики, гарантирует выпускникам надежные перспективы трудоустройства на рынке труда.
В 2008 году был реализован пилотный проект, в ходе которого была апробирована методология рейтинга. Тогда же методология прошла экспертную оценку со стороны Всемирного Банка и Министерства образования и науки Украины. В 2009—2013 годах методология рейтинга «Компас» оставалась неизменной.
Результаты рейтинга, а также открытый список работодателей, принявших участие в исследовании, публикуются на сайте.

## Результаты 2013 года
Всего в рамках рейтинга «Компас-2013» было оценено 239 украинских вузов. Первая двадцатка рейтинга:
1. Киевский политехнический институт
2. Киевский национальный университет имени Тараса Шевченко
3. Киевский национальный экономический университет имени Вадима Гетьмана
4. Национальный университет «Львовская политехника»
5. Донецкий национальный технический университет
6. Национальный университет «Киево-Могилянская академия»
7. Киевский национальный университет строительства и архитектуры
8. Национальный авиационный университет
9. Национальный транспортный университет
10. Национальный университет пищевых технологий
11. Харьковский политехнический институт
12. Национальная юридическая академия Украины
13. Киевский национальный торгово-экономический университет
14. Львовский национальный университет имени Ивана Франко
15. Днепропетровский национальный университет имени Олеся Гончара
16. Восточноукраинский национальный университет имени Владимира Даля
17. Донецкий национальный университет
18. Национальный горный университет
19. Национальный фармацевтический университет
20. Приднепровская государственная академия строительства и архитектуры